# Опра Винфри
Опра Гејл Винфри (енгл. Oprah Gail Winfrey; Козијуско, 29. јануар 1954) је америчка ТВ-водитељка, глумица и филмска продуценткиња. Славу је стекла као водитељка емисије Шоу Опре Винфри, која је почела да се емитује 8. септембра 1986. До сада је, у 24 сезоне, приказано више од 5.000 епизода. Последња епизода је била емитована у септембру 2011. године. Њен шоу је био највише рангирани програм своје врсте у историји и био је национално синдикован од 1986. до 2011. Прозвана „краљицом свих медија”. Винфри је, по неким публикацијама, најутицајнија жена на свету, а проглашавана је и најбогатијом Афроамериканка 20. века. Она највећи црни филантроп у америчкој историји, а тренутно (од 2012) северноамерички једини црни милијардер. Она је такође, према неким проценама, најутицајнија жена света. Године 2013, јој је додељена Председничка медаља слободе од председника Барака Обаме и хонорарни докторати са Дјук и Харварда.
Винфри је родила самохрана мајка у сиромаштву у сеоском делу Мисисипија, а касније је одрастала у граду Милвоки. Искусила је значајне потешкоће у детињству; рекла је да је силована са 9 година, а остала трудна са 14; њен је син умро у зачећу. Послата да живи са човеком којег је звала својим оцем, који је био берберин у граду Тенеси, Винфри је добила посао на радију док је још била у средњој школи и почела је да ради за локалне вечерње вести са само 19 година. Њен емоционални ad-lib delivery евентуално ју је довео да пређе на арену дневног ток-шоа, а након јачања треће рангираног локалног чикашког ток шоа на прво место, покренула је своју властиту продукцијску кућу и постала међународно синдикована.
Кредитирана за креирање мало интимније исповесне форме медијске комуникације, за њу се сматра да је популаризовала и револуционизирала таблоидни ток шоу жанр који је развио Фил Донахју, за који истраживање Јејла говори да је срушило табуе двадесетог века и дозволио ЛГБТ особама да уђу у главни ток. До средине 90-их, она је поново открила свој шоу са фокусом на литературу, самопобољшање и духовност. Иако критикована због ослобађања исповесне културе, промовишући контроверзне идеје за самопомоћ и емоционално центрирани приступ, она је често хваљена због превазилажења недаћа да постане доброчинитељ другима. Од 2006. до 2008, њена подршка Бараку Обами, по једној процени, допринела је са преко милион гласова у непосредној Демократској примарној трци 2008.
Као глумица, номинована је за Оскара за најбољу женску споредну улогу у филму Стивена Спилберга Боја пурпура из 1985. године.

## Детињство и младост
Винфри је на родном листу названа „Орпа” по библијском лику у Књизи о Руту, али су људи погрешно разумели изговор те је остало „Опра”.
Винфри је рођена у граду Косциуско, Мисисипи, од стране неудате мајке тинејџерке. Она је касније рекла да је њена концепција била због једног сексуалног сусрета, али пар је раскинуо убрзо после. Њена мајка, Вернита Ли (рођена око 1935), била је кућна помоћница. Винфрин биолошки отац који је често означаван као Вернон Винфри (рођен 1933), рудар који се претворио у берберина, а касније у градског одборника који је био у  оружаним снагама када је она рођена. Ипак, фармер из Мисисипија и ветеран Другог светског рата, Ноа Робинсон Ср. (рођен око 1925) тврдио је да је он њен биолошки отац. Генетски тест из 2006. утврдио је да је њена линија с мајчине стране настала међу етничком групом Кипел, у подручју које је данас познато као Либерија. Њен генетски састав је одређен као 89% субсахарски афрички, 8% аутохтони амерички и 3% источноазијски. Ипак, источноазијски може, због непрецизности генетског тестирања, у ствари бити аутохтони амерички показатељ.
Након рођења Винфри, њена је мајка путовала северно и Винфри је провела њезиних првих шест година живећи у сеоском сиромаштву са својом наном с мајчине стране, Хати Меј (Присли) Ли (15. 4. 1900 – 27. 2. 1963), која је била тако сиромашна да је Винфри често носила хаљине направљене од врећа кромпира, због чега су је локална деца исмијавала. Њена нана ју је научила да чита пре него је напунила три године и водила ју је у локалну цркву, где је добила надимак „Проповедник” због њене могућности да рецитује стихове из Библије. Када је Винфри била дете, њена нана би је ударала штапом када она не би урадила послове или ако би се понашала недолично на било који начин.
Са шест година, Винфри се преместила у градско насеље у граду Милвоки, Висконсин са њезином мајком Вернитом Ли, која ју је мање подржавала и охрабривала него њезина нана, највише као резултат дугих сати које је радила као служавка. Негде у овом периоду, Ли је родила другу кћерку, Винфрину млађу полусестру, Патрицију која је касније (у фебруару 2003, са 43 године) умрла због зависности од кокаина. До 1962, Ли је имала потешкоће с одгајањем кћери тако да је Винфри привремено послата да живи са Вернону у Нешвилу у Тенесију. Док је Винфри била у Нешвилу, Ли је родила трећу кћер која је дата на усвајање (у нади олакшања финансијских проблема који су имали утицај на добростање Оприне мајке) и која је касније такође названа Патриција. Винфри није знала да је добила другу полусестру све до 2010. У међувремену Винфри се преместила да живи са Ли, која је такође родила дечака по имену Џефри, Винфрин полубрат, који је умро због АИДС-а 1989. године.